# 美華
美華（みか、1993年10月11日 - ）は、日本で活動している二胡奏者。元モデル、元タレント。

## 来歴
兵庫県出身。同じく日本で活動している中国人二胡奏者・王秀華の娘であり、幼少期から二胡とピアノを習っていた。
中学校在学時にはファンタスタープロモーションに所属し、アイドルグループ・ファンタ☆ピースのメンバーとして活動。2008年には集英社『週刊ヤングジャンプ』のセイコレ☆ジャパンGirls編で準グランプリを受賞するも、同年末にファンタ☆ピースが活動停止となる。
その後はソロでの活動を展開。途中、ファンタスタープロモーション → ファンタスター所属を経てヴィズミック所属タレントになるも、実質的に活動していたのはファンタスター所属時代の2011年までであった。2013年、ヴィズミックを7月1日付で退所したことを自らのブログで公表した。
2018年、母・秀華に弟子入りして二胡奏者に転身。以来、日本中国友好協会関連事業での演奏活動や福祉施設でのボランティア公演などに取り組んでいる。

## 出演
ファンタ☆ピースのメンバーとしての出演作（週3日制予備校 東京サクセスのCMなど）についてはファンタ☆ピース#出演を参照。

### テレビドラマ
- 恋する日曜日 第3シリーズ 第23話（2007年6月9日、BS-i） - 堀口和美 役
- ヤスコとケンジ（2008年7月12日 - 2008年9月20日、日本テレビ） - あかね 役
- 古代少女隊ドグーンV 第1話（2010年10月6日、毎日放送） - 妖怪ゴーコンの分身 役

### テレビ番組
- アイドルの穴〜日テレジェニックを探せ!〜 第2シーズン（2010年4月11日 - 2010年6月27日、日本テレビ） - 日テレジェニック2010候補生として出演
- アスリート勝負食堂（2010年4月25日、テレビ東京）

### CM
- ローリングスジャパン 野球グローブ（アシックス）[1]

## 掲載

### カタログ
- 進研ゼミ（ベネッセコーポレーション）[1]

### 雑誌
- 週刊ヤングジャンプ（集英社）
- 週刊プレイボーイ（集英社）
- Girls! Vol.22（双葉社）
- ピュア☆ピュア Vol.43（辰巳出版）
- CM NOW（玄光社）
- memew Vol.36（近代映画社）
- BOMB 2007年11月号（学研）
- 日経エンタテインメント! 2008年7月号（日経BP社）
- 週刊アスキー 2008年8/19・26日号（アスキー・メディアワークス）
- ヤングガンガン（スクウェア・エニックス）

### DVD付きムック
- C&B キューティ＆ビューティ まるごと1冊CM美女（発行日：2007年12月1日、晋遊社、ISBN 978-4-88380-693-5）

## 作品

### イメージビデオ
- Floral（2011年9月30日、彩文館出版）